# Симонсон, Уолт
Уолтер Симонсон (англ. Walter Simonson; род. 2 сентября 1946, Ноксвилл, Теннесси, США) — американский писатель и художник комиксов.

## Ранние годы
Симонсон родился 2 сентября 1946 года в Ноксвилле и прожил там два с половиной года. Его отец, работавший в Министерстве сельского хозяйства США, получил повышение, и семье пришлось переехать в Вашингтон. Уолтер, его младший брат и их родители остановились в Мэриленде. Симонсон впервые прочитал комиксы в детстве благодаря подписке на Walt Disney's Comics and Stories, которая была у его брата. К десяти годам он стал страстным поклонником творчества Карла Баркса и Алекса Тота.

## Награды и признание
Симонсон получал такие премии, как Shazam Award, Inkpot Award, Harvey Award и Eisner Award.
Астероид 53237 Simonson был назван в его честь.

## Личная жизнь
Симонсон познакомился со своей будущей женой Луизой Джонс в 1973 году. В августе 1974 года они начали встречаться и поженились в 1980 году.

## Подпись
Фамилия Симонса в подписи искажена и напоминает бронтозавра. Так предложила сделать его мать, которая знала, что её сын любит динозавров.

## Влияние
Симонсон оказал творческое влияние на других авторов комиксов. Среди них Артур Адамс и Тодд Макфарлейн.